# Park vojaške zgodovine Pivka
Park vojaške zgodovine Pivka je muzejska ustanova v Pivki, ki se ukvarja z ohranjanjem in predstavljanjem vojaško-zgodovinske dediščine s poudarkom na tehnični kulturi. Park se nahaja v kompleksu nekdanje italijanske in kasneje jugoslovanske vojašnice ter vključuje bližnjo utrdbo Alpskega zidu, do katere vodi tematska učna pot.
Nosilna zbirka muzeja je nacionalna tankovsko-artilerijska zbirka - z oklepnimi in drugimi vojaškimi vozili iz druge svetovne, hladne in slovenske osamosvojitvene vojne. Park vsebuje atraktivno zbirko zrakoplovov in sicer šest letal: F-86D Sabre Dog, F-84 Thunderjet , Mig-21 Fishbed, Soko 522, Aero 3, IAR-93 in tri helikopterje: Soko Gazell, Bell 212, Mi-8. Zanimiva je  tudi jugoslovanska diverzantska podmornica P-913 Zeta, ki je bila v Slovenijo pripeljana in restavrirana po zamisli nekdanjega admirala Marjana Pogačnika. Park predvsem na račun rednega dodajanja eksponatov in širjenja zbirke letno obišče 25.000 obiskovalcev.
Park je sofinanciral Evropski sklad za regionalni razvoj, država je zaradi tega na Občino Pivka, ki je ustanoviteljica parka, prenesla lastništvo zemljišč in stavb kompleksa. Upravitelj parka je občinski Zavod za turizem Pivka.

## Zgodovina
Začetki Parka vojaške zgodovine Pivka segajo v leto 2004 ko je bila med Ministrstvom za obrambo in občino Pivka podpisano pogodba s katero so nekdanji vojaški objekti v Pivki prešli v last občine Pivka. Občina Pivka se pri tem zaveže da bo zapuščene objekt obnovila ter v njih uredila vojaški muzej z obsežno zbirko oklepnih, artilerijskih in ostalih vojaških sredstev. Septembra 2006 je bil odprt prvi paviljon s tankovsko-atilerijsko zbirko. V letu 2007 se muzejska zbirka še razširi, z denarjem iz evropskih sredstev je obnovljen objekt komanda ter okolica muzeja. Septembra istega leta pride do uprizoritve spopada med zavezniško in nemško vojsko. Uprizoritev v muzej privabi več tisoč obiskovalcev, do podobnih uprizoritev prihaja tudi v naslednjih letih (Festival vojaške zgodovine). Aprila 2011 je zbirka v muzeju obogatena z nekdanjo jugoslovansko diverzantsko podmornico P-913, ki jo je muzeju podarila Črna gora. Leta 2012 Slovenska vojska muzeju preda helikopter Gazela TO-001, ki ga je Teritorialna obramba zaplenila Jugoslovanski ljudski armadi ob osamosvojitvi leta 1991. Helikopter je izrednega pomena za slovensko letalsko in vojaško zgodovino saj je bilo prvo zračno plovilo Teritorialne obrambe predhodnice Slovenske vojske. Istega leta muzej obišče preko 25.000 obiskovalcev zato začnejo v muzeju razmišljati o preureditvi muzeja. Preureditev zajema obnovo vseh objektov, izgradnjo novega paviljona, ureditev parkirišč ter razširitev zbirke. 2013 v muzej prispe letalo F-84G Thunderjet, ki ga je v petdesetih letih dvajsetega stoletja dobila Jugoslavija kot zavezniško vojaško pomoč, naslednje leto se letalu pridruži še  jugoslovansko jurišno letalo OREL/IAR93 VULTUR. V letu 2013 muzej z vsemi pripadajočimi zemljišči dokončno pride v last občine Pivka. Septembra 2015 je zaključena prva faza ureditve kompleksa Parka vojaške zgodovine. Odpre se nov paviljon z zbirko Pot v samostojnost v kateri je poudarek na osamosvojitveni vojni leta 1991.

## Razstave in zbirke
- Komanda, v njej se nahajajo informacijski center muzeja, turističnoinformacijski center Pivka, muzejska trgovin in muzejska restavracija. Zgornji prostori objekta Komanda so namenjeni stalni razstavi Regio Carsica Militaris ter drugim gostujočim razstavam.
- Pot v samostojnost, je razstava ki se nahaja v novem paviljonu odprtem leta 2015. Razstava prikazuje potek osamosvajanja Republike Slovenije s poudarkom na osamosvojitveni vojni. Prvi del razstave prikazuje življenje v Jugoslaviji, njenih oboroženih silah JLA ter vzrokih ki so pripeljali do osamosvojitve Slovenije ter razpada Jugoslavije kot skupne države. Drugi del razstave je posvečen bojni tehniki iz leta 1991. Obiskovalec si lahko ogleda tanke in oklepna vozila T-55, M-84, BTR, BVP, BOV ter letalo Mig-21 in helikopter Gazela TO-001 Velenje.
- Podmorničarstvo Jugoslavije in podmornica P-913 ZETA, razstava prikazuje življenje in delo podmorničarjev v mornarici JLA. Osrednji eksponat razstave je diverzantska podmornica  P-913 ZETA, ki jo je leta 2011 muzeju podarila Črna gora. Obiskovalci si lahko ogledajo tudi notranjost podmornice.
- Zbirka vozil, vključuje različna vozila, ki jih je uporabljala JLA. Ogledati si je mogoče tanka T-72 in M-84 samovozno havbico 2S1 Gvozdika protiletalski sitem ZSU-57 in Praga M53/59, oklepno vozilo BVP-M80A, inženirsko vozilo za kopanje rovov BTM-3 ter simulator tanka T-55. Razstava vozil se nahaja v novem paviljonu.
- Razstava partizanskih tankovskih enot, razstava zajema tanke in ostala oklepna vozila ter orožja iz obdobja druge svetovne vojne. Ogledati se je mogoče ameriški tank M3 Stuart, sovjetski tank T-34/85 ter britansko gosenično transportno vozilo Bren Carrier.
- Oklep svobode, je razstava ki zajema vojaška vozila in orožje ki jih je Jugoslavijo dobila kot vojaško pomoč zahodnih zaveznikov v petdesetih letih dvajsetega stoletja potem ko se je Tito prišel v spor z Stalinom.
- Artilerija, v obsežni zbirki si je mogoče ogledati topove in protiletalske topove kot so npr. Flak 88, Bofors, Long Tom,.... ter jugoslovansko šolsko letalo SOKO 522.
- Alpski zid utrdba na Primožu

## Nagrade in priznanja
- 2016: Valvasorjev nagelj za izvedbo operacije Celovita ureditev kompleksa parka vojaške zgodovine in postavitev novih stalnih razstav[7]

## Fotogalerija
- Aérospatiale Gazelle
- F-84G Thunderjet
- F-86D Sabre-Dog
- Mig-21
- M4A3 Sherman
- M36 Jackson
- M47 Patton
- M3A3 Stuart
- M8 Greyhound
- M3A1 Scout Car
- M2 155 mm Long Tom
- T-55 inženirsko vozilo
- P-913 Zeta diverzantska podmornica
- Protitankovski top 47 mm Schneider MLE 1937
- Protiletalski top 20 mm Flak 38
- Razstava Pot v samostojnost
- Zbirka oklepnih vozil
- Ponazoritev bitke pri Razdrtem
- Ponazoritev bitke pri Razdrtem
- Ponazoritev bitke za Berlin